# Kim Yeong-hui
Kim Yeong-hui (김영희?; 17 maggio 1963 – 31 gennaio 2023) è stata una cestista sudcoreana.

## Carriera
Con la Corea del Sud ha disputato le Olimpiadi del 1984 e due Campionati del mondo (1983, 1986).